# Bilheteria dos cinemas no Brasil em 2023
Lista com o valor de arrecadação em reais e o público dos principais filmes lançados nos cinemas de todo o Brasil no ano de 2023.

## Líderes de arrecadação nos fins de semana
| Data            | Filme                                                 | Arrecadação (em R$) | Notas                                                                           | Ref.  |
| --------------- | ----------------------------------------------------- | ------------------- | ------------------------------------------------------------------------------- | ----- |
| 1 de janeiro    | Avatar: O Caminho da Água                             | 14 820 000          |                                                                                 |       |
| 8 de janeiro    | Avatar: O Caminho da Água                             | 26 000 000          |                                                                                 |       |
| 15 de janeiro   | Avatar: O Caminho da Água                             | 15 290 000          |                                                                                 |       |
| 22 de janeiro   | Avatar: O Caminho da Água                             | 9 350 000           |                                                                                 |       |
| 29 de janeiro   | Gato de Botas 2: O Último Pedido                      | 6 160 000           | Quinta semana em cartaz.                                                        |       |
| 5 de fevereiro  | Gato de Botas 2: O Último Pedido                      | 4 980 000           |                                                                                 |       |
| 12 de fevereiro | Gato de Botas 2: O Último Pedido                      | 6 510 000           |                                                                                 |       |
| 19 de fevereiro | Homem-Formiga e a Vespa: Quantumania                  | 15 200 000          |                                                                                 |       |
| 26 de fevereiro | Homem-Formiga e a Vespa: Quantumania                  | 8 840 000           |                                                                                 |       |
| 5 de março      | Creed III                                             | 5 540 000           |                                                                                 |       |
| 12 de março     | Pânico 6                                              | 8 450 000           |                                                                                 |       |
| 19 de março     | Shazam! Fúria dos Deuses                              | 7 100 000           |                                                                                 |       |
| 26 de março     | John Wick 4: Baba Yaga                                | 13 600 000          |                                                                                 |       |
| 2 de abril      | John Wick 4: Baba Yaga                                | 9 380 000           |                                                                                 |       |
| 9 de abril      | Super Mario Bros.: O Filme                            | 30 860 000          |                                                                                 |       |
| 16 de abril     | Super Mario Bros.: O Filme                            | 21 500 000          |                                                                                 |       |
| 23 de abril     | Super Mario Bros.: O Filme                            | 21 170 000          |                                                                                 |       |
| 30 de abril     | Super Mario Bros.: O Filme                            | 17 150 000          |                                                                                 |       |
| 7 de maio       | Guardiões da Galáxia Vol. 3                           | 30 000 000          |                                                                                 |       |
| 14 de maio      | Guardiões da Galáxia Vol. 3                           | 18 730 000          |                                                                                 |       |
| 21 de maio      | Velozes e Furiosos 10                                 | 44 500 000          |                                                                                 |       |
| 28 de maio      | Velozes e Furiosos 10                                 | 22 000 000          |                                                                                 |       |
| 4 de junho      | Homem-Aranha: Através do Aranhaverso                  | 16 700 000          |                                                                                 |       |
| 11 de junho     | Homem-Aranha: Através do Aranhaverso                  | 16 730 000          |                                                                                 |       |
| 18 de junho     | The Flash                                             | 14 569 016          |                                                                                 |       |
| 25 de junho     | Elementos                                             | 7 630 000           |                                                                                 |       |
| 2 de julho      | Elementos                                             | 8 590 000           |                                                                                 |       |
| 9 de julho      | Elementos                                             | 9 330 000           |                                                                                 |       |
| 16 de julho     | Missão: Impossível - Acerto de Contas Parte 1         | 11 710 000          |                                                                                 |       |
| 23 de julho     | Barbie                                                | 84 970 000          | Maior abertura do ano. Terceira maior bilheteria de estreia de todos os tempos. | [ 1 ] |
| 30 de julho     | Barbie                                                | 36 823 530          |                                                                                 |       |
| 6 de agosto     | Barbie                                                | 16 000 000          |                                                                                 |       |
| 13 de agosto    | Barbie                                                | 6 460 000           |                                                                                 |       |
| 20 de agosto    | Besouro Azul                                          | 10 640 000          |                                                                                 |       |
| 27 de agosto    | Besouro Azul                                          | 6 750 000           |                                                                                 |       |
| 3 de setembro   | Besouro Azul                                          | 4 600 000           |                                                                                 |       |
| 10 de setembro  | A Freira 2                                            | 19 960 000          |                                                                                 |       |
| 17 de setembro  | A Freira 2                                            | 8 870 000           |                                                                                 |       |
| 24 de setembro  | Som da Liberdade                                      | 5 898 867           |                                                                                 |       |
| 1 de outubro    | Som da Liberdade                                      | 7 280 000           |                                                                                 |       |
| 8 de outubro    | Som da Liberdade                                      | 8 150 000           |                                                                                 |       |
| 15 de outubro   | Patrulha Canina: Um Filme Superpoderoso               | 8 060 000           |                                                                                 |       |
| 22 de outubro   | Trolls 3 - Juntos Novamente                           | 4 350 000           |                                                                                 |       |
| 29 de outubro   | Five Nights at Freddy's - O Pesadelo sem Fim          | 20 280 000          |                                                                                 |       |
| 5 de novembro   | Five Nights at Freddy's - O Pesadelo sem Fim          | 12 600 000          |                                                                                 |       |
| 12 de novembro  | As Marvels                                            | 9 020 000           |                                                                                 |       |
| 19 de novembro  | Jogos Vorazes: A Cantiga dos Pássaros e das Serpentes | 15 200 000          | Lançamento na quarta-feira (feriado).                                           | [ 2 ] |
| 26 de novembro  | Napoleão                                              | 5 860 000           | Jogos Vorazes: A Cantiga dos Pássaros e das Serpentes teve mais público.        | [ 3 ] |
| 3 de dezembro   | Napoleão                                              | 4 740 000           |                                                                                 |       |
| 10 de dezembro  | Wonka                                                 | 10 300 000          |                                                                                 |       |
| 17 de dezembro  | Wonka                                                 | 8 129 582           |                                                                                 |       |
| 24 de dezembro  | Aquaman 2: O Reino Perdido                            | 11 600 000          |                                                                                 |       |
| 31 de dezembro  | Aquaman 2: O Reino Perdido                            | 10 140 000          |                                                                                 |       |

## Arrecadação total
| #  | Filme                                                 | Estúdio            | Arrecadação(em R$) | Público Total | Ref. |
| -- | ----------------------------------------------------- | ------------------ | ------------------ | ------------- | ---- |
| 1  | Barbie                                                | Warner Bros.       | 210.318.000        | 10.678.066    |      |
| 2  | Velozes e Furiosos 10                                 | Universal Pictures | 135.626.730        | 6.461.862     |      |
| 3  | Super Mario Bros - O Filme                            | Universal Pictures | 133.147.000        | 6.564.765     |      |
| 4  | Gato de Botas 2: O Último Pedido                      | Universal Pictures | 94.851.000         | 5.229.276     |      |
| 5  | Guardiões da Galáxia Vol. 3                           | Disney/Buena Vista | 91.008.000         | 4.354.951     |      |
| 6  | A Pequena Sereia                                      | Disney/Buena Vista | 85.215.757         | 4.122.193     |      |
| 7  | Aquaman 2: O Reino Perdidoa                           | Warner Bros.       | 80.401.723         | 4.008.880     |      |
| 8  | Elementos                                             | Disney/Buena Vista | 77.170.721         | 4.109.647     |      |
| 9  | Oppenheimer                                           | Universal Pictures | 67.440.000         | 2.937.482     |      |
| 10 | Homem-Aranha: Atráves do Aranhaverso                  | Sony Pictures      | 66.380.000         | 3.000.973     |      |
| 11 | Homem-Formiga e a Vespa - Quantumania                 | Disney/Buena Vista | 55.870.000         | 2.710.802     |      |
| 12 | A Freira 2                                            | Warner Bros.       | 54.590.000         | 2.934.698     |      |
| 13 | Five Nights at Freddy's - O Pesadelo sem Fim          | Universal Pictures | 53.280.000         | 2.918.139     |      |
| 14 | John Wick 4: Baba Yaga                                | Paris Filmes       | 50.658.000         | 2.392.882     |      |
| 15 | Som da Liberdade                                      | Paris Filmes       | 49.924.660         | 2.642.280     |      |
| 16 | Wonka b                                               | Warner Bros.       | 44.103.442         | 2.272.483     |      |
| 17 | Minha Irmã e Eu c                                     | Paris Filmes       | 43.612.631         | 2.282.597     |      |
| 18 | Missão: Impossível - Acerto de Contas Parte 1         | Paramount Pictures | 40.850.482         | 1.830.203     |      |
| 19 | Besouro Azul                                          | Warner Bros.       | 40.055.968         | 2.082.038     |      |
| 20 | Jogos Vorazes: A Cantiga dos Pássaros e das Serpentes | Paris Filmes       | 39.958.717         | 2.032.334     |      |

↑a  Em 31 de dezembro: R$33,36 milhões, 1,63 milhões de espectadores.
↑b  Em 31 de dezembro: R$36,47 milhões, 1,8 milhões de espectadores.
↑c  Em 31 de dezembro: R$6 milhões, 298.290 espectadores